# Inosaurus
Genre
Espèce
Inosaurus est un genre hypothétique de dinosaure théropode du Crétacé inférieur retrouvé en Afrique. L'espèce-type, Inosaurus tedreftensis, a été décrite par Albert-Félix de Lapparent en 1960. Le nom spécifique est dérivé de In Tedreft, nom du site où les fossiles de l'holotype ont été retrouvés. Ces derniers ont été découverts dans une strate datée du Berriasien-Barrémien de la formation géologique du groupe de Irhazen. Quatre autres spécimens, retrouvés dans le groupe de Tegema au Niger, ont été associés au genre (paratype). Les échantillons sont conservés par le Muséum national d'histoire naturelle de Paris.
Le genre est considéré de nos jours comme nomen dubium en raison de la nature fragmentaire et de la dispersion des échantillons retrouvés. Il pourrait former une chimère.